# Kulik-Kolonia
Kulik-Kolonia – kolonia w Polsce położona w województwie lubelskim, w powiecie chełmskim, w gminie Siedliszcze.
W latach 1975–1998 miejscowość administracyjnie należała do województwa chełmskiego. 
Kolonia jest sołectwem w gminie Siedliszcze. Według Narodowego Spisu Powszechnego (III 2011 r.) liczyła 132 mieszkańców i była szesnastą co do wielkości miejscowością gminy.